# Délnyugati választókerület (Izland)

Elhelyezkedése

A Délnyugati választókerület (izlandiul Suðvesturkjördæm, kiejtése: ˈsʏðˌvɛstʏrˌcʰœrˌtaiːmɪ) Izland hat választókerületének egyike, amely tizenhárom képviselőt küldhet a parlamentbe. Legnagyobb városa Kópavogur.
Területéhez a Reykjavík környéki települések tartoznak.

## Területe

### Régió és önkormányzatok
- Régió: Nagy-Reykjavík
- Önkormányzatok: Garðabær, Hafnarfjörður, Kjósarhreppur, Kópavogur, Mosfellsbær és Seltjarnarnes

### Települések
- Kópavogur
- Hafnarfjörður
- Garðabær
- Mosfellsbær
- Seltjarnarnes
- Álftanes

## Fordítás
- Ez a szócikk részben vagy egészben  a   Southwest (Icelandic constituency) című angol Wikipédia-szócikk ezen változatának fordításán alapul.  Az eredeti cikk szerkesztőit annak laptörténete sorolja fel. Ez a jelzés csupán a megfogalmazás eredetét és a szerzői jogokat jelzi, nem szolgál a cikkben szereplő információk forrásmegjelöléseként.